# Bernhard Wolff (Richter)
Bernhard Wolff (* 1. September 1886 in Berlin; † 25. September 1966 in Karlsruhe) war ein deutscher Jurist, Richter am Bundesfinanzhof und Richter des Bundesverfassungsgerichts.

## Leben
Bernhard Wolff war der Enkel von Eduard von Simson, dem ersten Präsidenten des Reichsgerichts, und der Bruder des Rechtswissenschaftlers Ernst Wolff. Er besuchte das Gymnasium in Berlin und studierte anschließend an der dortigen Universität Rechtswissenschaft. Seine juristischen Staatsprüfungen legte er 1907 und 1913 ab. Anschließend arbeitete er bis 1914 als Justitiar des Fürsten Donnersmarck. Nach vierjährigem Kriegsdienst im Ersten Weltkrieg übernahm er 1920 die Leitung des Steuerbüros der Darmstädter Bank für Handel und Industrie. Drei Jahre später stieg er zum Chefsyndikus des Geldinstituts auf, das mittlerweile mit der Nationalbank für Deutschland zur Darmstädter und Nationalbank fusioniert hatte.
Von Mai 1932 bis November 1938 war er als Rechtsanwalt in Berlin tätig, bis 1935 wohl auch als Notar. 1938 wurde er von der Anwaltsliste gestrichen und emigrierte noch im Dezember desselben Jahres nach England. Hier verdiente er ab April 1939 seinen Lebensunterhalt als Lehrer. Er unterrichtete an den Privatschulen Gordonstoun und Epsom College. Zwischen Mai 1940 und März 1941 war er interniert.
Nach seiner Rückkehr in die Bundesrepublik im Mai 1946 wurde ihm die Leitung der Rechtsabteilung des Zentralamts für Wirtschaft in der britischen Zone, das seinen Sitz zunächst in Minden und dann in Höchst hatte, übertragen. Ab 1947 wurde er außerdem im Verwaltungsamt für Wirtschaft des amerikanischen und britischen Besatzungsgebietes eingesetzt. Von 1948 bis 1950 arbeitete er in der Rechtsabteilung der britischen Kontrollkommission.
Im Oktober 1950 wurde er zum Richter am Bundesfinanzhof ernannt. Dort blieb er nicht mal ein Jahr, da er bereits im September 1951 ans Bundesverfassungsgericht berufen wurde. Bis 1956 gehörte er dort dem zweiten Senat an. Er prägte insbesondere die Rechtsprechung zum Bestimmtheitsgebot für die Ermächtigungsgrundlage zum Erlass von Rechtsverordnungen (Art. 80 Abs. 1 Satz 2 GG). Anlässlich seines Eintritts in den Ruhestand wurde Wolff mit dem Großen Verdienstkreuz mit Stern ausgezeichnet. Er starb 1966 in Karlsruhe.